# Hengifoss
Hengifoss es una cascada de Islandia. Con 128 metros es la segunda más alta del país Se encuentra en el curso del Hengifossá, en Fljótsdalshreppur, al oriente de la isla.

## Características
Está rodeada por estratas basálticas, con capas rojas de arcilla entre las de basalto. Se trata de troncos fosilizados de conpiferas, por sus sensibilidad al frío, y de lignita, lo que indica que hubo en la zona un clima más templado a finales de la Era Terciaria.
Más adelante, en el río Hengifossá, se encuentra otra cascada llamada Litlanesfoss, destacada por las columnas basálticas que la rodean.